# Chiesa di San Nicolò (Coreglia Ligure)
La chiesa di San Nicolò è un luogo di culto cattolico situato nel comune di Coreglia Ligure, in via Villa, nella città metropolitana di Genova. La chiesa è sede della parrocchia omonima del vicariato della Val Fontanabuona della diocesi di Chiavari.

## Storia

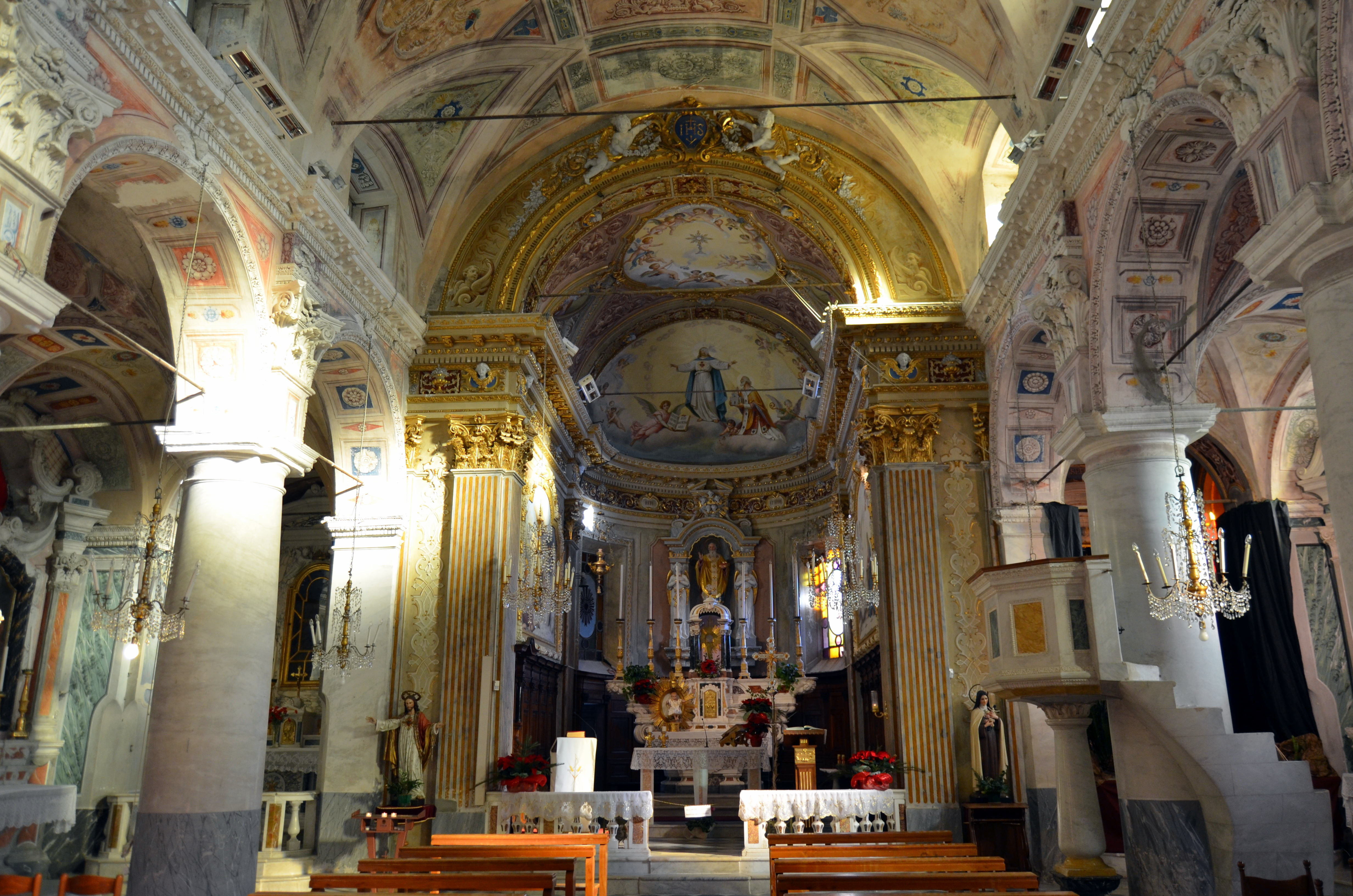
La navata centrale

La prima citazione ufficiale dell'edificio, intitolato a san Nicolò, è risalente in un documento del 22 maggio 1147 dove l'arcivescovo di Genova, Siro, concedeva al conte di Lavagna Berengario della Torre la riscossione delle decime delle chiese di Coreglia e Canevale.
I primi interventi di ampliamento e ricostruzione furono eseguiti nel 1667, anche se già nel 1616 l'architetto Matteo Lagomaggiore ne provvedeva a stabilire la somma utile per la costruzione del coro. Originariamente ad unica navata con cinque altari laterali, in marmo secondo un documento del 1171, fu nel XIX secolo divisa in tre navate e sette altari laterali; ulteriori lavori di allungamento nel 1862 prolungarono la chiesa negli attuali 11 metri, con larghezza complessiva di 14 metri e 7,8 metri di presbiterio.
Nel pomeriggio del 24 settembre 2008 un incendio ha interessato la copertura sia della chiesa che dell'attigua sagrestia danneggiando seriamente arredi sacri e opere d'arte.

## Descrizione

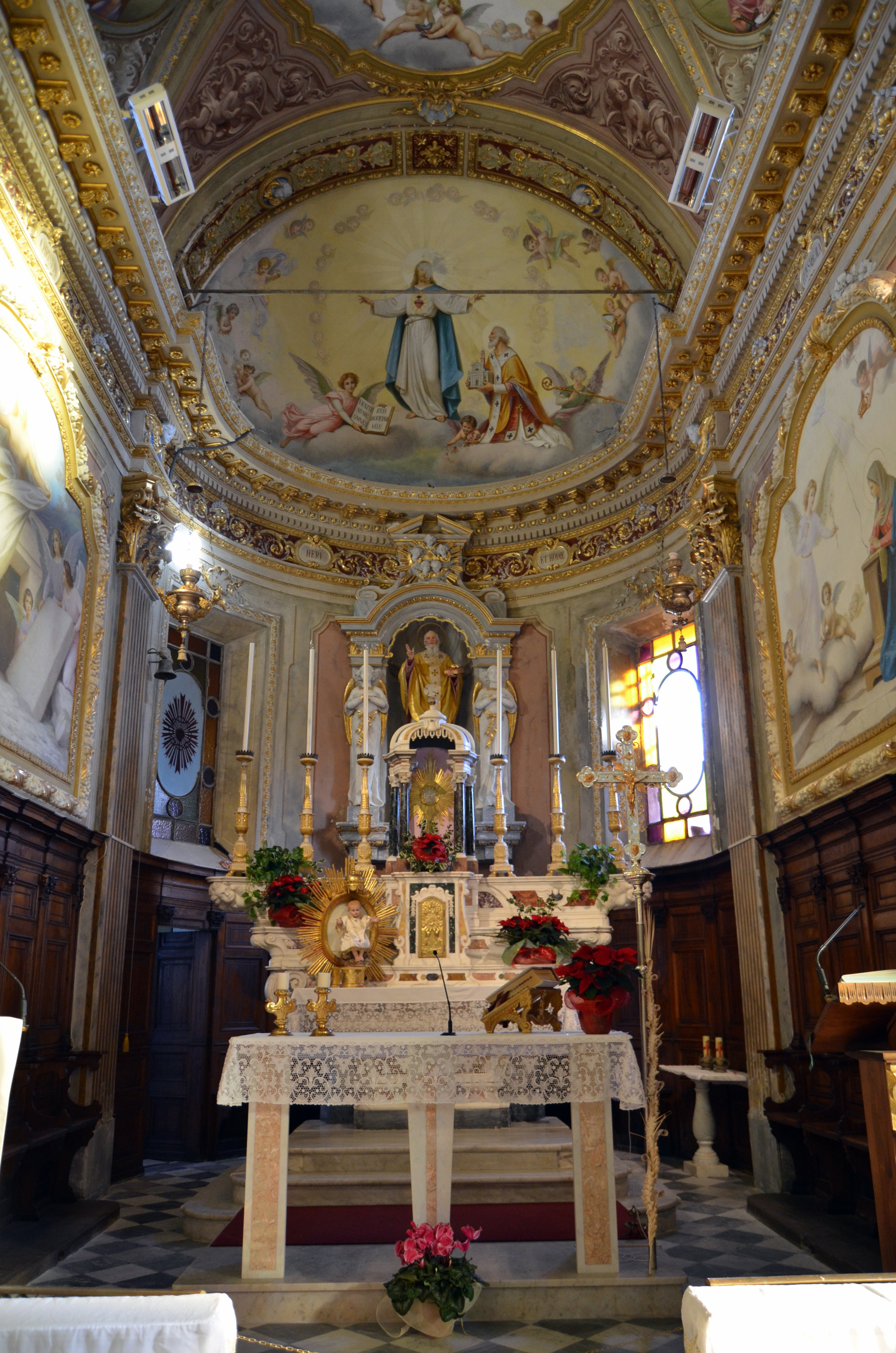
L'altare maggiore

Nell'abside sono presenti diversi cicli di affreschi della seconda metà dell'Ottocento: la Resurrezione nel lato sinistro, Nicolò vescovo porge a Cristo un modello della chiesa nel catino absidale, l'Annunciazione nel lato destro e l'eucaristia circondata dagli angeli nella volta. È inoltre presente nel pulpito una cassa processionale dell'arca di san Giuseppe con la Sacra Famiglia.